# Huperzia feejeensis
Huperzia feejeensis là một loài thực vật có mạch trong Họ Thạch tùng. Loài này được (Luerss.) Holub mô tả khoa học đầu tiên năm 1991.